# Baltimore Bullets 1952-1953
La stagione 1952-53 dei Baltimore Bullets fu la 4ª nella NBA per la franchigia.
I Baltimore Bullets arrivarono quarti nella Eastern Division con un record di 16-54. Nei play-off persero la semifinale di division con i New York Knicks (2-0).

## Roster
| N°   | Naz.                   | Ruolo | Sportivo         | Anno | Alt. | Peso |
| ---- | ---------------------- | ----- | ---------------- | ---- | ---- | ---- |
|      | Stati Uniti (bandiera) | G     | Fred Scolari     | 1922 | 180  | 82   |
|      | Stati Uniti (bandiera) | A     | George Ratkovicz | 1922 | 198  | 100  |
|      | Stati Uniti (bandiera) | GA    | Dave Minor       | 1922 | 188  | 84   |
|      | Stati Uniti (bandiera) | AC    | Stan Miasek      | 1924 | 196  | 95   |
|      | Stati Uniti (bandiera) | GA    | Frank Kudelka    | 1925 | 188  | 88   |
|      | Stati Uniti (bandiera) | GA    | Don Boven        | 1925 | 193  | 95   |
|      | Stati Uniti (bandiera) | G     | Blaine Denning   | 1930 | 188  | 79   |
| 7    | Stati Uniti (bandiera) | G     | Kevin O'Shea     | 1925 | 188  | 79   |
| 8    | Stati Uniti (bandiera) | G     | Ray Lumpp        | 1923 | 185  | 81   |
| 9    | Stati Uniti (bandiera) | G     | Dick Bunt        | 1929 | 183  | 77   |
| 9    | Stati Uniti (bandiera) | A     | George Kaftan    | 1928 | 191  | 86   |
| 10   | Stati Uniti (bandiera) | GA    | George McLeod    | 1931 | 196  | 91   |
| 10-9 | Stati Uniti (bandiera) | A     | Bob Priddy       | 1930 | 191  | 86   |
| 11   | Stati Uniti (bandiera) | GA    | Paul Hoffman     | 1925 | 188  | 88   |
| 12   | Stati Uniti (bandiera) | AC    | Jack Kerris      | 1925 | 198  | 98   |
| 15   | Stati Uniti (bandiera) | AC    | Eddie Miller     | 1931 | 203  | 102  |
| 16   | Stati Uniti (bandiera) | AC    | Don Henriksen    | 1929 | 201  | 102  |
| 17   | Stati Uniti (bandiera) | AC    | Don Barksdale    | 1923 | 198  | 91   |
| 18   | Stati Uniti (bandiera) | GA    | Jim Baechtold    | 1927 | 193  | 93   |
| 20   | Stati Uniti (bandiera) | G     | Ralph O'Brien    | 1928 | 175  | 73   |

## Staff tecnico
- Allenatori: Chick Reiser (0-3) (fino al 12 novembre)[1], Clair Bee (16-51)